# Oglavci
Oglavci falu Horvátországban Šibenik-Knin megyében. Közigazgatásilag Rogoznicához tartozik.

## Fekvése
Šibeniktől légvonalban 20, közúton 32 km-re délkeletre, községközpontjától 4 km-re északra, Dalmácia középső részén fekszik.

## Története
Területe évszázadokig velencei uralom alatt állt. 1797-ben a Velencei Köztársaság megszűnésével a település Habsburg Birodalom része lett. 1806-ban Napóleon csapatai foglalták el és 1813-ig francia uralom alatt állt. Napóleon bukása után ismét Habsburg uralom következett, mely az első világháború végéig tartott. A településnek 1880-ban 154, 1910-ben 115 lakosa volt. Az I. világháború után rövid ideig az Olasz Királyság, ezután a Szerb-Horvát-Szlovén Királyság, majd Jugoszlávia része lett. A második világháború után, különösen az 1970-es évektől a fiatalok többsége a jobb megélhetés reményében kivándorolt a faluból, ahol végül csak az idősek maradtak. Lakossága 2011-ben mindössze 13 fő volt.

## Lakosság
| Lakosság változása | Lakosság változása | Lakosság változása | Lakosság változása | Lakosság változása | Lakosság változása | Lakosság változása | Lakosság változása | Lakosság változása | Lakosság változása | Lakosság változása | Lakosság változása | Lakosság változása | Lakosság változása | Lakosság változása | Lakosság változása |
| ------------------ | ------------------ | ------------------ | ------------------ | ------------------ | ------------------ | ------------------ | ------------------ | ------------------ | ------------------ | ------------------ | ------------------ | ------------------ | ------------------ | ------------------ | ------------------ |
| 1857               | 1869               | 1880               | 1890               | 1900               | 1910               | 1921               | 1931               | 1948               | 1953               | 1961               | 1971               | 1981               | 1991               | 2001               | 2011               |
| 0                  | 0                  | 154                | 139                | 144                | 115                | 0                  | 0                  | 166                | 162                | 128                | 103                | 49                 | 30                 | 34                 | 13                 |

(1857-ben, 1869-ben, 1921-ben és 1931-ben lakosságát Rogoznicához számították.)